# O incidente de Shōsan Koku

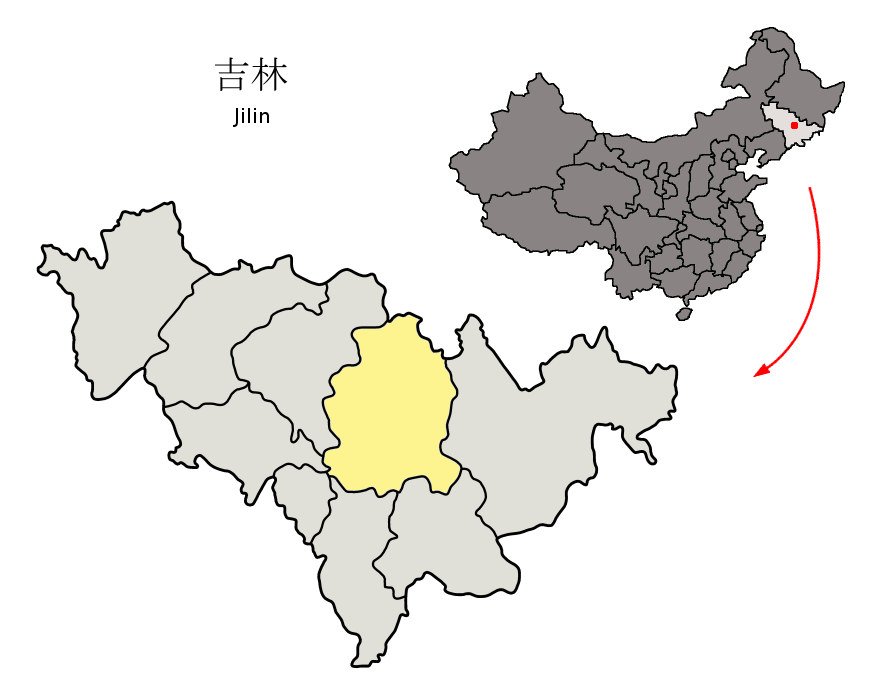
Cidade de Jilin; Província de Jilin, Manchukuo

O Incidente de Shōsan Koku (em japonês: 小山克事件, Shōsan Koku Jiken) foi um incidente trágico ocorrido em 13 de agosto de 1945, na província de Jilin, em Manchukuo, quando um trem carregando refugiados japoneses na Linha Kyōzu da Ferrovia do Sul da Manchúria, entre as estações Jiutai e Jilin, foi atacado por uma multidão armada no ponto conhecido como Shōsan Koku, resultando em estupros, assassinatos e suicídios em massa.

## Contexto
Após a declaração de guerra da União Soviética ao Japão em 8 de agosto de 1945 e a subsequente Invasão Soviética da Manchúria na madrugada seguinte, as forças japonesas colapsaram rapidamente. O Exército de Kwantung, responsável pela defesa de Manchukuo, estava enfraquecido devido à transferência de tropas para o sul, para lutar contra os Aliados.
Antes do meio-dia de 10 de agosto, o Exército de Kwantung decidiu evacuar a população civil. O primeiro trem, programado para partir de Xinjing às 18h daquele dia, atrasou e só saiu às 1h40 de 11 de agosto. Em vez de priorizar civis, como na ordem original, optou-se por evacuar primeiro as famílias dos militares.Testemunhos revelam que soldados, oficiais e suas famílias fugiram em massa com o máximo de bagagem que puderam carregar, escapando antes que os habitantes percebessem, enquanto funcionários locais não receberam ordens para alertá-los. Até o meio-dia de 11 de agosto, cerca de 38.000 pessoas, em sua maioria parentes de militares e funcionários públicos, partiram em 18 trens;posteriormente, muitos desses refugiados morreriam de fome ou doenças em Pyongyang. Na tarde de 11 de agosto, civis começaram a se reunir na Estação de Xinjing, mas só na noite de 12 de agosto notaram a gravidade da situação, enquanto famílias de afiliados ao exército ainda deixavam a cidade.
Em 13 de agosto, a família imperial de Manchukuo decidiu fugir de Xinjing rumo a Linjiang, no sul da Manchúria, em um trem especial. Às 1h50 da madrugada daquele dia, um trem especial carregando 490 membros da comitiva imperial de Manchukuo partiu de Xinjing. Mais tarde, um outro trem, que saiu às 14h10 carregando refugiados japoneses, acabou envolvido no incidente.

## Incidente
Quando o trem de evacuação que partiu de Xinjing (em japonês: Shinkyō) chegou à estação de Kyūdai, uma multidão armada com foices e outras armas já estava à espera. Os oficiais de segurança pública ferroviária de Manchukuo toleraram os atos de desordem da multidão, contanto que não houvesse violência direta contra os refugiados, permitindo que os agressores invadissem os vagões e roubassem seus pertences. Após deixar a Estação Jiutai, o trem passou direto por várias pequenas estações sem parar.
Ao anoitecer, próximo do Túnel Shōsan Koku, que atravessa a bacia de Jilin, uma multidão armada com rifles incendiou os trilhos e os aguardava em emboscada. Forçado a parar, o trem foi invadido pelos agressores, que, após tomarem as pistolas dos guardas ferroviários, os desarmaram e amarraram. Em seguida, arrastaram as mulheres japonesas para fora dos vagões e começaram a estuprá-las em grupo. Os que resistiam eram baleados, e os bebês, arrancados dos braços das mulheres, morriam ao serem jogados pelas janelas. Como resultado, mais de 100 mulheres cometeram suicídio pulando de penhascos para o fundo do vale. Vários refugiados tentaram enviar mensageiros para alertar sobre o incidente, mas estes foram baleados pelos agressores antes de alcançarem o túnel. Somente uma menina de 13 anos, que havia caído no fundo do vale, conseguiu, mesmo ferida, chegar a uma estação 5 quilômetros adiante e relatar o incidente.
Ao receber o alerta, um batalhão de 600 homens da Unidade Matsushita (pertencente ao Exército de Kwantung estacionada em Jilin), liderado pelo Major Ikenai, foi enviado por trem e chegou ao local do incidente por volta das 5h30 de 14 de agosto. Os agressores, que estavam dormindo com as mulheres japonesas nos braços, ao perceberem a chegada do exército japonês, tentaram fugir ou usá-las como escudos, mas foram baleados ou capturados pelas tropas imperiais. Após suprimir a multidão, as forças de ocupação imediatamente restauraram os trilhos, permitindo que o trem chegasse a Tonghua. Os refugiados, abrigados em um campo de evacuação na cidade, acabariam mais tarde envolvidos no Incidente de Tonghua.[en]

## Tópicos relacionados
- Massacre de Gegenmiao
- Incidente de Tonghua
- Crimes de Guerra Aliados (Segunda Guerra Mundial)